# ویلیام بروکس (بازیکن فوتبال)
ویلیام بروکس (انگلیسی: William Brooks؛ زادهٔ ۰ ژوئیهٔ ۱۸۷۳) بازیکن فوتبال اهل بریتانیا است.
از باشگاه‌هایی که در آن بازی کرده‌است می‌توان به باشگاه فوتبال منچستر یونایتد اشاره کرد.